# مورن وات
مورن وات (به لاتین: Morne Watt) یک کوه و آتشفشان در دومینیکا است که در دومینیکا واقع شده‌است. مورن وات ۱٬۲۲۴ متر بالاتر از سطح دریا واقع شده‌است.